# Waldsee (Lindenberg)

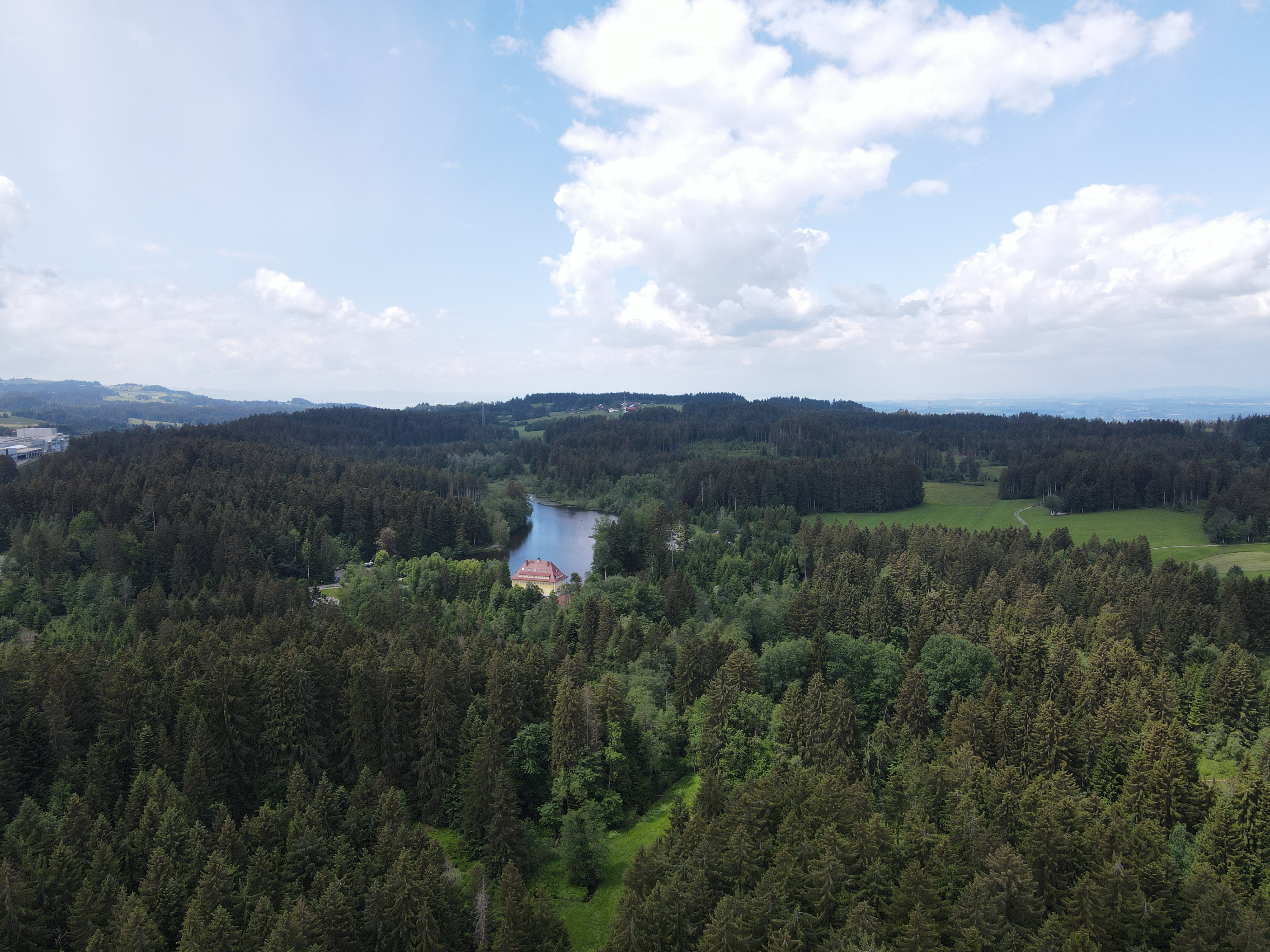
Waldsee von Ost her

Der Waldsee in Lindenberg im Allgäu ist einer der höchstgelegenen deutschen Moorseen (765,4 Meter). Er liegt geographisch im Gebiet des Pfänderstocks. 
Der See wurde im Mittelalter zur Fischzucht aufgestaut und ab Mitte des 18. bis Anfang des 20. Jahrhunderts zum Betrieb einer Sägemühle genutzt. Während dieser Zeit trug der See u. a. den Namen Sägeweiher. 1905 begann die touristische Erschließung mit der Errichtung einer Badeanstalt und eines Gasthauses, in den 1920er Jahren folgte zur besseren Vermarktung die Umbenennung in Waldsee. 1952 bekam die Gaststätte beim Umbau zu einem Hotel nach Plänen von Ernst Pfeiffer ihr heutiges Gesicht. In den Gasträumen im Inneren befinden sich seitdem Gemälde über die Geschichte Lindenbergs.
Weite Teile des Ufers wurden zwischen 2006 und Mai 2008 neu gestaltet und dabei die alte Badeanlage am Nordufer durch einen – kostenlos zugänglichen – Neubau am selben Ort ersetzt. Auch informiert seitdem ein Moorlehrpfad rund um den See über ökologische und ökonomische Faktoren rund um das Moor und den hier lange Zeit betriebenen Torfabbau.
Das Waasemoos rund um den Waldsees spielte als Torfabbaugebiet lange Zeit eine wichtige Rolle für die Energieversorgung Lindenberger Produktionsbetriebe. Zudem nutzte eine Badeanstalt in Lindenberg das Wasser aus dem umgebenden Moor als Heilwasser.